# Iso Hautasaari (ö i Södra Savolax)
Iso Hautasaari är en ö i Finland. Den ligger i sjön Kermajärvi och i kommunen Heinävesi i den ekonomiska regionen  Nyslotts ekonomiska region  och landskapet Södra Savolax, i den sydöstra delen av landet, 300 km nordost om huvudstaden Helsingfors. Öns area är 19,3 hektar och dess största längd är 1 kilometer i öst-västlig riktning.